# Hippolytos (gigant)
Hippolytos (także Hipolit; gr. Ἱππόλυτος Hippólytos, łac. Hippolytus) – w mitologii greckiej jeden z gigantów.
Uchodził za syna Uranosa i Gai. Brał udział w gigantomachii. Walczył z Hermesem, który pokonał go dzięki hełmowi Hadesa, czyniącego niewidzialnym.